# 人人视频
人人视频是中華人民共和國一家可以收看國外電視劇和電影的視頻平台，隸屬於上海众多美网络科技有限公司，成立于2014年。2017年，人人影视分家后，部分成员出走推出人人视频。2020年10月13日，人人视频的总部基地落户重庆南岸区。2021年6月6日，人人视频从苹果公司App store下架。2022年2月1日，人人视频宣布正式更名“多多视频”。2023年2月，上海众多美网络科技有限公司遭海外影视公司集体起诉，涉及“著作权权属、侵权纠纷，侵害作品信息网络传播权纠纷”。

## 外部連結
- 官方网站